# Стоа „Малакопис“
Сградата на Банк дьо Салоник или Стоа „Малакопис“ (на гръцки: Κτίριο Τράπεζας της Θεσσαλονίκης, Στοά Μαλακοπή) е историческа постройка в град Солун, Гърция.

## Местоположение
Сградата е разположена в центъра на Франкомахала, на площад „Хриматистилио“ (Фондова борса), между улиците „Сингрос“ и „Виларас“.

## История
„Банк дьо Салоник“ е основана през 1888 година от братята Алатини с участието на виенската „Ландер Банк“. Офисът на банката във Франкомахала е проектиран през 1906 година от видния солунски архитект Виталиано Позели. Парцелът принадлежи на Едмондо Алатини и включва къща (магазин) и градина. През юли 1907 година парцелът е разделен и Алатини продадава на зет си магазина, а сам запазва градината, където същия месец започва да се изгражда офисът на „Банк дьо Салоник“. Сградата е завършена през декември 1908 година и е продадена на Алфредо Алатини, който става първият директор на банката.
Сградата оцелява при Големия пожар от 1917 година, изпепелил почти цялата Франкомахала. Около 1925 година парцелът на банката е разширен с участък от улицата, на който е построена добавка на улица „Сингрос“. В 1940 година банката е затворена. През Втората световна война сградата е заета от немските окупационни власти. След войната до 1952 – 1953 година в нея се помещава „Банка Хиос“, а в 1954 година е купена от братята Вореопулос, на които все още принадлежи. Основна забележителност на сградата е бароковият часовник, спрял в 1978 година на 11:03 - часа на Солунското земетресение. Сградата се използва за различни търговски цели, преименувана е на Стоа „Малакопис“ и е обявена за паметник на културата през март 1980 година.